# Vere United Football Club
Maillots
Actualités
Le Vere United Football Club, anciennement connu sous le nom Jamalco Football Club, est un club jamaïcain de football basé à Clarendon Park, dans le territoire de la Paroisse de Clarendon.

## Historique
Le club est fondé en 2010 par l'entreprise productrice de bauxite et d'alumine Jamalco, sous le nom de Jamalco Football Club,. En 2016, pour la première fois de son histoire, il est promu en première division. En 2019, après avoir été précédemment relégué en deuxième division, le club effectue son retour en première division, sous le nouveau nom de Vere United Football Club.

## Identité visuelle

Ancien logo.
Logo actuel.